# ドネペジル
ドネペジル (donepezil) は、コリンエステラーゼ阻害剤の一種であり、アルツハイマー型認知症（痴呆）、レビー小体型認知症進行抑制剤として利用される。エーザイの杉本八郎らにより開発された。機能性胃腸症に使用されるアコチアミド（アコファイド）に機序が似ているため、併用すると効果が強く現れる場合がある。2022年12月23日、ドネペジルの調布剤（商品名アリドネパッチ）の製造販売が承認された。
ドネペジル塩酸塩 (donepezil Hydrochloride) は、アリセプトという商品名でエーザイから発売され、かつては海外市場おいてはファイザーとの提携により、同名（Aricept）で販売されている。「新薬開発におき、欧米企業に後れをとる」と批判されがちな日本の製薬業界であるが、アリセプトは日本国外市場でも市場占有率8割以上を誇る。

## 適用・効能
- 軽から中程度のアルツハイマー型認知症 (AD) の認知症症状の進行抑制に用いられる[1]。ADの早期に使用することによって認知機能の一時的な改善をもたらす。ADの病態を治療したり、最終的に認知症が悪化することを防ぐ薬剤ではない。
  - 投与は最小用量から開始しなければならない[1]。投与12週以降、臨床認知機能評価尺度の点数を改善する。
  - 数年以上の長期にわたる投与試験は行われておらず、現時点で長期投与の有効性についてのデータはない。これは、投薬対象人口が高齢であり、ランダムサンプルを用いた縦断的研究データ収集が難航しているからである。
- レビー小体型認知症 - 2014年に世界初の治療薬として認可を受けた[2]。
- 機能性胃腸症

2018年のシステマティックレビューでは、中等度の証拠の質で、30研究計8257人から、軽症、中等症、重症のADで12-24週のドネペジルの治療によって認知機能や日常の活動に、小さな恩恵があった。

## 作用機序
アルツハイマー型認知症では、脳内コリン作動性神経系の障害が認められる。本薬は、アセチルコリンを分解する酵素であるアセチルコリンエステラーゼを可逆的に阻害することにより脳内アセチルコリン量を増加させ、脳内コリン作動性神経系を賦活する。

## 禁忌・副作用
ピペリジン誘導体に過敏反応のある者は使用できない。また心筋梗塞、消化性腸潰瘍、肝障害、錐体外路症状が現れた場合は医師に相談し服用を中止する。なお、ドネペジルの開始用量とされる１日 3 mg というのは有効用量ではなく、副作用の発生を抑えるべく身体を慣れされるために設定されている。また、誤飲などによってドネペジルが過量投与となった場合は、アセチルコリンが適切に分解できずに問題が起こるわけだが、この際に、アトロピンのような３級アミンの構造を持った抗コリン剤は解毒薬として使用できる。これに対して、４級アンモニウムの構造を持った抗コリン剤を使用すると、心拍や血圧が不安定になるとった問題が発生するとの報告が存在する。

## 用量・用法
１日１回 3 mg から開始し、２週間程度で 5 mg に増量する。高度アルツハイマー型認知症に対しては、5 mg を４週間投与後に 10 mg まで増量することも認められているが、5 mg 投与時より副作用が出現し易いので増量には充分な注意を要する。

## エピソード
アリセプトの開発者の１人、杉本八郎が認知症になった母親に誰かと尋ねられ「息子の八郎ですよ」と声をかけたところ、「そうですか、私にも八郎という子どもがいるんですよ」との返事を受けた。これをきっかけに、杉本は、会社から２度も認知症薬の開発を中止するよう厳命を受けたにもかかわらず、拒否し、５年以上の歳月をかけて、認知症薬アリセプトの創製に結びつけた。
1998年、杉本はドネペジル開発の功労が認められ、イギリスのガリアン賞を受賞している。
特許切れによりジェネリック医薬品にシェアを奪われたエーザイは、会社を支える新商品の開発を目指し新興企業のバイオジェンに協力してアデュカヌマブ、レカネマブの開発に成功している

## 立体化学
ドネペジルはラセミ体、すなわち、以下の２つのエナンチオマーの 1：1 混合物である。
| ドネペジルのエナンチオマー | ドネペジルのエナンチオマー |
| -------------------------- | -------------------------- |
| (R)-エナンチオマー         | (S)-エナンチオマー         |